# Левелек
Левелек (угор. Levelek) — селище (надькьожег) в медьє Саболч-Сатмар-Береґ в Угорщині. Селище займає площу 25,73 км², на якій проживає 3953 жителів. Перші згадки про село відносяться до 1067 року.
Серед визначних пам'яток — римо-католицька церква св. Трійці (XIII—XV століття), греко-католицька церква (1790), реформатська церква (1998), замок Мольнар (1770-ті роки, зараз в ньому розташований дитячий садочок).
Переважна більшість населення зайнята в аграрній сфері.